# Orocrambus apicellus
Orocrambus apicellus là một loài bướm đêm trong họ Crambidae.